# Gustaf Horn af Åminne
Gustaf Arvid Otto Claës Horn af Åminne, född 21 februari 1871 i Klara församling, Stockholm, död 4 november 1945 i Kungsholms församling, Stockholm, var en svensk greve och kammarherre.
Horn af Åminne blev kammarherre 1908 och var tillförordnad vice ceremonimästare vid kungliga hovstaterna 1908–1925. Han är begravd på Sollentuna kyrkogård.

## Utmärkelser

### Svenska utmärkelser
- Konung Oscar II:s och Drottning Sofias guldbröllopsminnestecken, 1907.[6]
- Konung Gustaf V:s jubileumsminnestecken med anledning av 70-årsdagen, 1928.[7]
- Riddare av första klassen av Vasaorden, 1911.[8]

### Utländska utmärkelser
- Kommendör av Italienska Kronorden, senast 1915.[6]
- Kommendör av Nederländska Oranien-Nassauorden, tidigast 1921 och senast 1925.[9][10]
- Riddare av andra klassen av Ryska Sankt Annas orden, senast 1915.[6]
- Officer av Franska Hederslegionen, senast 1915.[6]
- Riddare av tredje klassen av Preussiska Röda örns orden, senast 1915.[6]